# Bầu cử tổng thống Nga 2018
Cuộc bầu cử Tổng thống Nga được tổ chức vào ngày 18 tháng 3 năm 2018. Đương kim Tổng thống Vladimir Vladimirovich Putin đắc cử nhiệm kỳ thứ tư với khoảng 77% tổng phiếu bầu mà không cần đến bầu cử vòng hai.
Ngày 6 tháng 12 năm 2017, Putin tuyên bố ông sẽ ra tranh cử nhiệm kỳ thứ hai liên tiếp và thứ tư không liên tiếp. Theo các cuộc thăm dò trước bầu cử, Putin nhìn chung sẽ nắm phần thắng.
Các ứng cử viên khác trong cuộc bầu cử này gồm có Pavel Grudinin của Đảng Cộng sản Liên bang Nga và Vladimir Zhirinovsky của Đảng Dân chủ Tự do Nga và 8 ứng viên khác đạt chỉ khoảng dưới 1% số phiếu. 
Sau bầu cử, ông Grudinin giành 11,17% số phiếu (tỉ lệ phiếu thấp nhất từ trước đến nay cho một ứng viên Đảng Cộng sản) còn ông Zhirinovsky có 5,65% tổng phiếu bầu. Ông Alexei Navalny- một chính trị gia đối lập, bị cấm tham gia hoạt động tranh cử lần này do đã bị kết án tham nhũng và phá hoại.
Trong khi đó, đương kim Tổng thống Nga Vladimir Putin, với tín nhiệm vô cùng cao và các cuộc thăm dò đều hướng tới người chiến thắng là ông (khoảng hơn 60%) đã tái đắc cử với tỷ lệ cao nhất trong các kì bầu cử là 76,69% số phiếu - một kết quả không hề bất ngờ.

## Bối cảnh

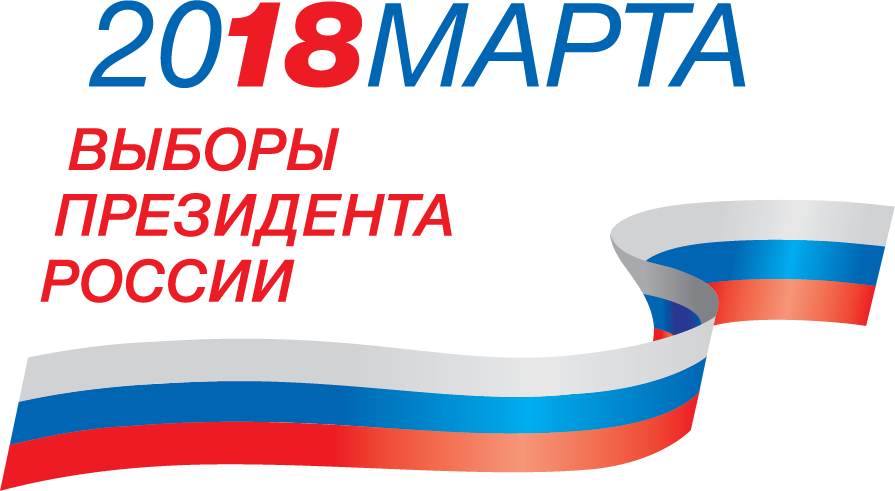
Logo cuộc bầu cử

Tổng thống Nga được bầu cử trực tiếp cho nhiệm kỳ sáu năm, nhiệm kỳ cũ là bốn năm nhưng được nới rộng dưới thời Tổng thống Dmitry Medvedev. Theo điều 81, Hiến pháp Liên bang Nga, ứng cử viên tổng thống phải có độ tuổi ít nhất là 35, không giữ song tịch, có thường trú tại Nga trong 10 năm liền trước đó, và không được giữ quá hai nhiệm kỳ liên tiếp. Các Đảng có đại diện tại Đuma Quốc gia có quyền đề cử ứng viên tranh cử, còn các ứng cử viên từ các Đảng phái có đăng ký nhưng không có đại diện phải thu thập được ít nhất 100.000 chữ ký. Chính trị gia độc lập phải có ít nhất 300.000 chữ ký, không nhiều hơn 7.500 chữ ký từ mỗi Chủ thể liên bang và từ các nhóm vận động có ít nhất 500 người. Quy trình đề cử diễn ra trong kỳ nghỉ đông, ngày 31 tháng 1 năm 2018 là ngày cuối cùng nhận chữ ký đề cử.

## Ứng cử viên
| Tên, tuổi, Đảng phái ứng cử viên             | Tên, tuổi, Đảng phái ứng cử viên | Tên, tuổi, Đảng phái ứng cử viên | Nhiệm sở | Chiến dịch                                                                 | Chi tiết | Ngày đăng ký              |
| -------------------------------------------- | -------------------------------- | -------------------------------- | --- | -------------------------------------------------------------------------- | --- | ------------------------- |
| Sergey Baburin (59) Liên đoàn toàn dân Nga   |                                  |                                  | Đại biểu nhân dân Nga (1990–1993) Nghị sĩ Đuma Quốc gia (1994–2000, 2003–2007) Lãnh đạo Liên minh Toàn dân Nga (2011–nay)                                                       | (Campaign • Website Lưu trữ ngày 13 tháng 1 năm 2018 tại Wayback Machine)  | Ngày 22 tháng 12 năm 2017, Liên đoàn toàn dân Nga đề cử Sergey Baburin làm ứng cử viên tổng thống của Đảng. Ngày 24 tháng 12, Baburin trình hồ sơ đăng ký đến CEC. Ngày 25 tháng 12, CEC từ chối hồ sơ của Baburin do cơ quan này phát hiện dấu hiệu vi phạm trong thông tin được cung cấp liên quan đến 18 trong số 48 đại biểu của Đảng. Sau đó, Baburin nộp lại hồ sơ và được CEC chấp thuận. | ngày 7 tháng 2 năm 2018   |
| Pavel Grudinin (57) Đảng Cộng sản            |                                  |                                  | Nghị sĩ Đuma tỉnh Moskva (1997–2011) | (Campaign • Website)                                                       | Despite the fact that Communist Party leader and perennial candidate Gennady Zyuganov said his nomination was supported by all leftist forces and he would participate in the elections on behalf of the party, the Zhigulyovsk branch of the party voted to supported the candidacy of Pavel Grudinin, who also won the primaries of Left Front, a coalition of left-wing parties with no representation in the State Duma. Grudinin did not deny his nomination from the Communist Party. On ngày 21 tháng 12 năm 2017 it was reported that Zyuganov proposed to nominate Grudinin. Initially the Communist Party and the National Patriotic Forces of Russia (NPFR) planned to nominate a single candidate: Grudinin (supported by the Communists) or Yury Boldyrev (supported by the NPFR). Boldyrev also participated in the primaries of Left Front in which he lost in the second round to Grudinin. According to the Deputy Alexander Yushchenko, Zyuganov was still among the candidates for the nomination. He named the other candidates as Yury Afonin, Sergey Levchenko và Leonid Kalashnikov. On 22 December Zyuganov, Levchenko and Kalashnikov withdrew their bids, and Zyuganov rejected the candidacies of Afonin and Boldyrev, leaving Grudinin as the sole candidate. Grudinin was officially nominated at the party congress on 23 December. Zyuganov is the head of Grudinin's presidential campaign. Grudinin filed registration documents with the CEC on 28 December and ngày 9 tháng 1 năm 2018. | ngày 12 tháng 1 năm 2018  |
| Vladimir Zhirinovsky (71) Đảng Dân chủ Tự do |                                  |                                  | Nghị sĩ Đuma Quốc gia (1993–nay) Lãnh đạo Đảng Dân chủ Tự do (1991–nay) | (Campaign)                                                                 | In June 2015 Vladimir Zhirinovsky said he plans to participate in presidential elections, but in July of the same year, the politician said that the Liberal Democratic Party, perhaps "will pick a more efficient person." Already in March 2016, he announced the names of those were likely to be nominated as a candidate from the Liberal Democratic Party. This included Deputy Chairman of the State Duma Igor Lebedev or deputies Mikhail Degtyarev, Yaroslav Nilov và Alexei Didenko. On ngày 28 tháng 10 năm 2016, the LDPR's official website released a statement announcing that the party will nominate Zhirinovsky as their presidential candidate. This is the fifth time that he is running for president since the breakup of the Soviet Union (and sixth overall). Zhirinovsky was officially nominated by his party at its 31st congress on ngày 20 tháng 12 năm 2017. He submitted to the CEC some of the documents required for registration the next day, and the rest of them on 27 December. At 71, Zhirinovsky is the oldest person to run for president in Russia. | ngày 29 tháng 12 năm 2017 |
| Vladimir Putin (65) Độc lập                  |                                  |                                  | Tổng thống Nga (2000–2008 và 2012–nay) Thủ tướng Nga (1999–2000 và 2008–2012) Lãnh đạo Đảng Nước Nga Thống nhất (2008–2012) Giám đốc Tổng cục An ninh Liên bang Nga (1998–1999) | (Campaign • Website)                                                       | Ngày 6 tháng 12 năm 2017, Vladimir Putin tuyên bố rằng ông sẽ ra tranh cử nhiệm kỳ thứ hai liên tiếp. Tại họp báo thường niên diễn ra ngày 14 tháng 12, Putin nói rằng ông sẽ tranh cử với tư cách ứng cử viên độc lập. Putin's action group officially put forward his nomination in Moscow on 26 December. Putin filed registration documents with the CEC the next day. The CEC approved his documents on 28 December. On 29 January Putin handed over the signatures to the CEC. By 2 February they had been verified – only 232 signatures were deemed invalid. | ngày 6 tháng 2 năm 2018   |
| Ksenia Sobchak (36) Sáng kiến Công dân       |                                  |                                  | Không | (Campaign • Website Lưu trữ ngày 14 tháng 12 năm 2017 tại Wayback Machine) | TV anchor, opposition activist and journalist Ksenia Sobchak announced that she would run for president in October 2017. Sobchak is the first female candidate in 14 years and the youngest candidate to run since 2004. Sobchak was nominated by Civic Initiative at the party's congress on 23 December and became a member of the party. Sobchak filed registration documents with the CEC on 25 December. Her documents were approved by the CEC on 26 December. | ngày 8 tháng 2 năm 2018   |
| Maxim Suraykin (39) Những người Cộng sản Nga |                                  |                                  | Chủ tịch Ủy ban Trung ương Những người Cộng sản Nga (2012–nay) | (Campaign)                                                                 | The Central Committee of the Communists of Russia party announced the nomination of its chairman Maxim Suraykin as its candidate for the election in February 2017. Suraykin stated that he aims to at least come in second place, and defeat Zyuganov's larger Communist Party of the Russian Federation. CR nominated Suraykin at the party congress in Moscow on 24 December. He filed registration documents with the CEC on the same day. Suraykin's documents were approved by the CEC on 25 December. | ngày 8 tháng 2 năm 2018   |
| Boris Titov (57) Party of Growth             |                                  |                                  | Lãnh đạo Đảng Tăng tiến (2016–nay) Ủy viên Chủ tịch Hiệp hội Quyền lợi Doanh nhân                                                                                               | (Campaign • Website Lưu trữ ngày 13 tháng 1 năm 2018 tại Wayback Machine)  | The leader of the Party of Growth, Presidential Commissioner for Entrepreneurs' Rights Boris Titov declared that he would participation in presidential election on ngày 26 tháng 11 năm 2017. Initially the party conducted primaries in which Titov did not participate, however, according to the party leadership, none of the candidates received sufficient support. Titov was officially nominated by his party on 21 December. He submitted to the CEC the documents required for registration the next day. Titov's documents were approved by the CEC on 25 December. | ngày 7 tháng 2 năm 2018   |
| Grigory Yavlinsky (65) Yabloko               |                                  |                                  | Chủ tịch Yabloko (1993–2008) Nghị sĩ Đuma Quốc gia (1993–2003) Thành viên Hội đồng lập pháp Sankt-Peterburg (2011–2016)                                                         | (Campaign • Website)                                                       | Suggestions that Yavlinsky would run for president in 2018 were first made in 2013, and he was announced as the candidate from the Yabloko party at a convention in February 2016, having been previously the party's candidate for the presidency in 1996 and 2000. In the weeks following the announcement he began campaigning for the election early by travelling to multiple cities across the country. Yabloko nominated Yavlinsky at its party congress on 22 December. He submitted to the CEC the documents required for registration the next day. Yavlinsky's documents were approved by the CEC on 25 December. | ngày 7 tháng 2 năm 2018   |